# Satellite Award du meilleur acteur dans un second rôle dans une série télévisée

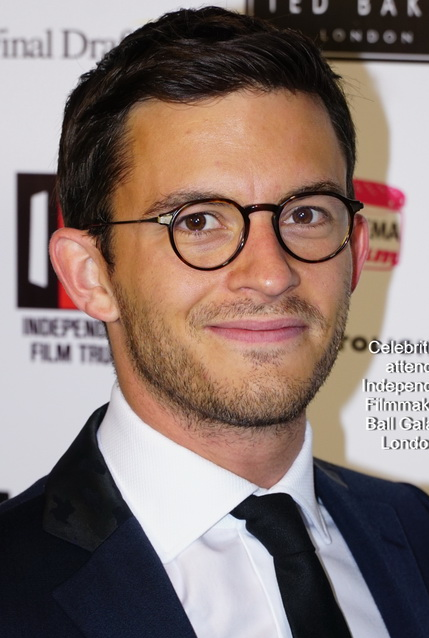
L'acteur Jonathan Bailey lors du British Independant Film Trust de 2015.

Le Satellite Award du meilleur acteur dans un second rôle dans une série télévisée (Satellite Award for Best Supporting Actor – Series, Miniseries or Television Film) est une récompense de la télévision américaine décernée par  The International Press Academy depuis 1997.
Il récompense les seconds rôles masculins dans les séries télévisées, mini-séries et téléfilms.

## Palmarès
Note : les gagnants sont indiqués en gras.

### Années 1990
De 1997 à 2001 : Meilleur acteur dans un second rôle dans une série télévisée, une mini-série ou un téléfilm.
- 1997 : Stanley Tucci pour le rôle de Richard Cross dans Murder One
  - Brian Dennehy pour le rôle de Gerald Bradley dans A Season in Purgatory
  - Ian McKellen pour le rôle du tsar Nicolas II dans Raspoutine (Rasputin: Dark Servant of Destiny)
  - Anthony Quinn pour le rôle d'Aniello Dellacroce dans Gotti
  - Treat Williams pour le rôle de Michael Ovitz dans The Late Shift

- 1998 : Vondie Curtis-Hall pour le rôle de Lloyd Price dans Don King: Only in America
  - Jason Alexander pour le rôle de Lionel dans La Légende de Cendrillon (Cinderella)
  - Joe Don Baker pour le rôle de Jim Folsom dans George Wallace
  - Michael Caine pour le rôle de Frederik de Klerk dans Mandela and de Klerk
  - Ossie Davis pour le rôle de M.. Evers dans Miss Evers' Boys

- 1999 : David Clennon pour le rôle de Lee Silver dans De la Terre à la Lune (From the Earth to the Moon)
  - Brian Dennehy pour le rôle du Sen. Donald Riegle dans Thanks of a Grateful Nation
  - Lance Henriksen pour le rôle d'Abraham Lincoln dans The Day Lincoln Was Shot
  - Martin Short pour le rôle de Frik dans Merlin
  - Daniel Williams pour le rôle de Darryl dans Always Outnumbered

### Années 2000
- 2000 : Aucune récompense

- 2001 : Aucune récompense

- 2002 : David Schwimmer pour le rôle du capitaine Herbert Sobel dans Frères d'armes (Band of Brothers)
  - Bill Campbell pour le rôle du Dr Jon Fielding dans Chroniques de San Francisco (More Tales of the City)
  - Cary Elwes pour le rôle du Dr Fritz Hippler dans 1943 l'ultime révolte (Uprising)
  - Colin Firth pour le rôle du Dr Wilhelm Stuckart dans Conspiration (Conspiracy)
  - Stanley Tucci pour le rôle de Adolf Eichmann dans Conspiration (Conspiracy)

De 2003 à 2004, 3 catégories : Meilleur acteur dans un second rôle dans une série dramatique, Meilleur acteur dans un second rôle dans une série comique et Meilleur acteur dans un second rôle dans une mini-série ou un téléfilm.
- 2003 :
  - Meilleur acteur dans un second rôle dans une série dramatique : Victor Garber pour le rôle de Jack Bristow dans Alias
    - Dennis Haysbert pour le rôle de David Palmer dans 24 heures chrono (24)
    - Anthony Heald pour le rôle du juge Harvey Cooper dans Boston Justice (Boston Legal)
    - James Marsters pour le rôle de Spike dans Buffy contre les vampires (Buffy the Vampire Slayer)
    - Ron Rifkin pour le rôle d'Arvin Sloane dans Alias

  - Meilleur acteur dans un second rôle dans une série comique : Eric Roberts pour le rôle de Will Butler dans Less Than Perfect
    - Sean Hayes pour le rôle de Jack McFarland dans Will et Grace (Will and Grace)
    - Peter MacNicol pour le rôle de John Cage dans Ally McBeal
    - Chris Noth pour le rôle de M.. Big dans Sex and the City
    - David Hyde Pierce pour le rôle du Dr Niles Crane dans Frasier

  - Meilleur acteur dans un second rôle dans une mini-série ou un téléfilm : Linus Roache pour le rôle de Ralph Wigram dans The Gathering Storm
    - Jim Broadbent pour le rôle de Desmond Morton dans The Gathering Storm
    - Jeremy Davies pour le rôle de Jedadiah Schultz dans Le Projet Laramie (The Laramie Project)
    - Terry Kinney pour le rôle de Dennis Shepard dans Le Projet Laramie (The Laramie Project)
    - Roy Scheider pour le rôle de Henry Westover dans King of Texas

- 2004 : 
  - Meilleur acteur dans un second rôle dans une série dramatique : Neal McDonough pour le rôle de David McNorris dans Boomtown
    - Andy Hallett pour le rôle de Lorne dans Angel
    - Hill Harper pour le rôle de Darnell dans FBI : Opérations secrètes (The Handler)
    - Anthony Heald pour le rôle du juge Harvey Cooper dans Boston Justice (Boston Legal)
    - Michael Rosenbaum pour le rôle de Lex Luthor dans Smallville
    - Gregory Smith pour le rôle d'Ephram Brown dans Everwood

  - Meilleur acteur dans un second rôle dans une série comique : Jeffrey Tambor pour le rôle de George Bluth Senior dans Arrested Development
    - David Cross pour le rôle de Tobias Fünke dans Arrested Development
    - David Alan Grier pour le rôle de David Bellows dans Life with Bonnie
    - Sean Hayes pour le rôle de Jack McFarland dans Will et Grace (Will and Grace)
    - Matt LeBlanc pour le rôle de Joey Tribbiani dans Friends
    - David Hyde Pierce pour le rôle du Dr Niles Crane dans Frasier

  - Meilleur acteur dans un second rôle dans une mini-série ou un téléfilm : Justin Kirk pour le rôle de Prior Walter / Leatherman dans Angels in America
    - Eion Bailey pour le rôle de Frank Thayer dans And Starring Pancho Villa as Himself
    - Chris Cooper pour le rôle de Thomas Riversmith dans My House in Umbria
    - Shawn Hatosy pour le rôle du Spc. Justin Fisher dans Soldier's Girl
    - Patrick Wilson pour le rôle de Joe Pitt dans Angels in America
    - Jeffrey Wright pour le rôle de M.. Lies / Belize dans Angels in America

Depuis 2005 : Meilleur acteur dans un second rôle.
- 2005 (janvier) : Bill Nighy pour le rôle d'Arthur Bigge, 1er Baron Stamfordham dans The Lost Prince
  - Brad Dourif pour le rôle de Doc Cochran dans Deadwood
  - Balthazar Getty pour le rôle de Ben Edmonds dans Traffic
  - William H. Macy pour le rôle de John Irwin dans Stealing Sinatra
  - Keith McErlean pour le rôle de Declan dans The Blackwater Lightship (en)

- 2005 (décembre) : Randy Quaid pour le rôle du Colonel Parker dans Elvis : Une étoile est née (Elvis)
  - Brian Dennehy pour le rôle du père Dominic Spagnolia dans Our Fathers
  - Tim Blake Nelson pour le rôle de Tom Loyless dans Warm Springs
  - Paul Newman pour le rôle de Max Roby dans Empire Falls
  - Ruben Santiago-Hudson pour le rôle de Joe Starks dans Une femme noire (en)
  - William Shatner pour le rôle de Denny Crane dans Boston Justice (Boston Legal)

- 2006 : Tony Plana pour le rôle d'Ignacio Suarez dans Ugly Betty
  - Philip Baker Hall pour le rôle de Russ McDonald dans The Loop
  - Michael Emerson pour le rôle de Ben Linus dans Lost : Les Disparus (Lost)
  - Robert Knepper pour le rôle de Theodore « T-Bag » Bagwell dans Prison Break
  - Jeremy Piven pour le rôle d'Ari Gold dans Entourage
  - Forest Whitaker pour le rôle du lieutenant Jon Kavanaugh dans The Shield

- 2007 : David Zayas pour le rôle d'Angel Batista dans Dexter
  - Harry Dean Stanton pour le rôle de Roman Grant dans Big Love
  - Michael Emerson pour le rôle de Ben Linus dans Lost : Les Disparus (Lost)
  - Justin Kirk pour le rôle d'Andy Botwin dans Weeds
  - T.R. Knight pour le rôle de George O'Malley dans Grey's Anatomy
  - Masi Oka pour le rôle de Hiro Nakamura dans Heroes
  - Andy Serkis pour le rôle d'Ian Brady dans Longford

- 2008 : Nelsan Ellis pour le rôle de Lafayette Reynolds dans True Blood
  - Zeljko Ivanek pour le rôle de Ray Fiske dans Damages
  - Harvey Keitel pour le rôle du lieutenant Gene Hunt dans Life on Mars
  - John Noble pour le rôle du Dr Walter Bishop dans Fringe
  - John Slattery pour le rôle de Roger Sterling dans Mad Men
  - Jimmy Smits pour le rôle de Miguel Prado dans Dexter

- 2009 : John Lithgow pour le rôle de Trinity Killer dans Dexter
  - John Noble pour le rôle du Dr Walter Bishop dans Fringe
  - Tom Courtenay pour le rôle de M.. Dorrit dans La Petite Dorrit (Little Dorrit)
  - Neil Patrick Harris pour le rôle de Barney Stinson dans How I Met Your Mother
  - Chris Colfer pour le rôle de Kurt Hummel dans Glee
  - Harry Dean Stanton pour le rôle de Roman Grant dans Big Love

### Années 2010
- 2010 : David Strathairn pour le rôle du Pr Carlock dans Temple Grandin
  - Ty Burrell pour le rôle de Phil Dunphy dans Modern Family
  - Bruce Campbell pour le rôle de Sam Axe dans Burn Notice
  - Chris Colfer pour le rôle de Kurt Hummel dans Glee
  - Alan Cumming pour le rôle d'Eli Gold dans The Good Wife
  - Neil Patrick Harris pour le rôle de Barney Stinson dans How I Met Your Mother
  - Aaron Paul pour le rôle de Jesse Pinkman dans Breaking Bad
  - Martin Short pour le rôle de Leonard Winstone dans Damages

- 2011[1] :  (ex æquo)
  - Ryan Hurst pour le rôle de Harry "Opie" Winston dans Sons of Anarchy
  - Peter Dinklage pour le rôle de Tyrion Lannister dans Le Trône de fer (Game of Thrones)
    - Ty Burrell pour le rôle de Phil Dunphy dans Modern Family
    - Donald Glover pour le rôle de Troy Barnes dans Community
    - Walton Goggins pour le rôle de Boyd Crowder dans Justified
    - Neil Patrick Harris pour le rôle de Barney Stinson dans How I Met Your Mother
    - Guy Pearce pour le rôle de Monty Beragon dans Mildred Pierce
    - James Woods pour le rôle de Dick Fuld dans Too Big to Fail : Débâcle à Wall Street (Too Big to Fail)

- 2012[2] : Neal McDonough pour le rôle de Robert Quarles dans Justified
  - Jim Carter pour le rôle de M.. Carson dans Downton Abbey
  - Peter Dinklage pour le rôle de Tyrion Lannister dans Le Trône de fer (Game of Thrones)
  - Giancarlo Esposito pour le rôle de Gus Fring dans Breaking Bad
  - Evan Peters pour le rôle de Tate Langdon dans American Horror Story
  - Powers Boothe pour le rôle de Lamar Wyatt dans Nashville

- 2014 : Aaron Paul pour le rôle de Jesse Pinkman dans Breaking Bad
  - Nikolaj Coster-Waldau pour le rôle de Jaime Lannister dans Game of Thrones
  - William Hurt pour le rôle de Frank Hamer dans Bonnie and Clyde: Dead and Alive
  - Peter Sarsgaard pour le rôle de Ray Seward dans The Killing
  - Jimmy Smits pour le rôle de Nero Padilla dans Sons of Anarchy
  - Corey Stoll pour le rôle de Peter Russo dans House of Cards
  - Jon Voight pour le rôle de Mickey Donovan dans Ray Donovan
  - James Wolk pour le rôle de Bob Benson dans Mad Men

- 2015 : Rory Kinnear pour le rôle de Caliban dans Penny Dreadful
  - Matt Bomer pour le rôle de Felix Turner dans The Normal Heart
  - Peter Dinklage pour le rôle de Tyrion Lannister dans Game of Thrones
  - Christopher Eccleston pour le rôle de Matt Jamison dans The Leftovers
  - Andre Holland pour le rôle du Dr Algernon Edwards dans The Knick
  - Jimmy Smits pour le rôle de Nero Padilla dans Sons of Anarchy

- 2016 : Christian Slater pour le rôle de Mr Robot dans Mr. Robot 
  - Jonathan Banks pour le rôle de Mike Ehrmantraut dans Better Call Saul
  - Peter Dinklage pour le rôle de Tyrion Lannister dans Game of Thrones
  - Elvis Nolasco pour le rôle de Carter Nix dans American Crime
  - Michael K. Williams pour le rôle d Lack Gee dans Bessie

- 2017 : Ben Mendelsohn pour le rôle de Danny Rayburn dans Bloodline
  - Jonathan Banks pour le rôle de Mike Ehrmantraut dans Better Call Saul
  - Andre Braugher pour le rôle de Ray Holt dans Brooklyn Nine-Nine
  - Jared Harris pour le rôle du roi George VI dans The Crown
  - Michael Kelly pour le rôle de Doug Stamper dans House of Cards
  - Hugh Laurie pour le rôle de Richard Onslow Roper dans The Night Manager

- 2018 : Michael McKean pour le rôle de Chuck McGill dans Better Call Saul
  - Louie Anderson pour le rôle de Christine Baskets dans Baskets
  - Christopher Eccleston pour le rôle de Matt Jamison dans The Leftovers
  - Alexander Skarsgård pour le rôle de Perry Wright dans Big Little Lies
  - Lakeith Stanfield pour le rôle du caporal Billy Cole dans War Machine
  - Stanley Tucci pour le rôle de Jack L. Warner dans Feud - Bette and Joan

- 2019 : Amy Adams – Sharp Objects 
  - Laura Dern – The Tale
  - Dakota Fanning – L'Aliéniste
  - Julia Roberts – Homecoming
  - Emma Stone – Maniac

### Années 2020
- 2020 : Jeremy Strong pour le rôle de Kendall Roy dans Succession
  - Alan Arkin pour le rôle de Norman Newlander dans La Méthode Kominsky
  - Walton Goggins pour le rôle de "Baby" Billy Freeman dans The Righteous Gemstones
  - Dennis Quaid pour le rôle de Wade Blackwood dans Goliath
  - Andrew Scott pour le rôle du prêtre dans Fleabag
  - Tony Shalhoub pour le rôle d'Abraham "Abe" Weissman dans Mme Maisel, femme fabuleuse
  - Stellan Skarsgård pour le rôle de Boris Shcherbina dans Chernobyl

- 2021 : Jeff Wilbusch dans Unorthodox 
  - Joshua Caleb Johnson dans The Good Lord Bird
  - Josh O'Connor dans The Crown
  - Tom Pelphrey dans Ozark
  - Donald Sutherland dans The Undoing
  - Ben Whishaw dans Fargo

- 2022 : Evan Peters dans Mare of Easttown (HBO)
  - Bobby Cannavale dans Nine Perfect Strangers (Hulu)
  - John Carroll Lynch dans Big Sky (ABC)
  - Paul Reiser dans The Kominsky Method as Martin (Netflix)
  - Michael Shannon dans Nine Perfect Strangers (Hulu)

- 2023 : John Lithgow pour The Old Man
  - Giancarlo Esposito pour Better Call Saul
  - Walton Goggins pour The Righteous Gemstones
  - Richard Jenkins pour Monstre
  - Shea Whigham pour Gaslit
  - Sam Worthington pour Sur ordre de Dieu

- 2024 : Jonathan Bailey – Fellow Travelers
  - Khalid Abdalla – The Crown
  - Murray Bartlett – The Last of Us
  - James Cromwell – Succession
  - Jon Gries – The White Lotus
  - Lamar Johnson – The Last of Us